# Podocarpus macrophyllus
Podocarpus macrophyllus (kusamaki o inumaki) es una especie arbórea de la familia de las Podocarpaceae. Esta conífera es la especie más al norte del género, originaria del sur del Japón y China. Kusamaki (クサマキ) e Inumaki (犬槇) son los nombres japoneses para este árbol, y Kusamaki se usa cada vez más como nombre en inglés. En China se conoce como 羅漢松 luó hàn sōng.

## Descripción
Es un árbol siempreverde de pequeño a mediano tamaño, que llega a los 6 a 15m y más de alto. 
Las hojas tienen forma de asa, de 6–12 cm de largo, y alrededor de 1 cm de ancho. 
Los estróbilos nacen de un brote corto, y tienen 2-4 escamas, normalmente sólo una (a veces dos) escamas fértiles, cada una con una semilla apical única de 10–15 mm. Cuando están maduras, el arilo se convierte en púrpura rojizo, carnosa y  toma la apariencia de "baya", de 10–20 mm de largo. Son comestibles, y son comidas igualmente por las aves, que dispersan las semillas.

## Usos
Sus "bayas" (los arilos del cono maduro) son comestibles, sin embargo la semilla externa no debe comerse por ser tóxica. 
Como especie ornamental, es un árbol popular en jardines, particularmente en Japón y en el sureste de los Estados Unidos. 
Tradicionalmente, P. macrophyllus es altamente considerado como un árbol por el feng shui en Hong Kong, dándole un alto valor de mercado. 
Respecto a su madera, debido a su resistencia a las termitas y al agua, inumaki se usa para casas de madera de calidad en la prefectura de Okinawa, Japón. (Kusamaki es el árbol de la prefectura de Chiba en Japón). En años recientes, la tala ilegal de este árbol se ha convertido en un problema en la ciudad.